# الشركة الأهلية للتأمين التعاوني
الشركة الأهلية للتأمين التعاوني كانت شركة تأمين مساهمة سعودية، تأسست في التاسع عشر من سبتمبر عام 2007 , برأس مال مئة مليون ريال سعودي، يتمثل نشاط الشركة الأهلية للتأمين التعاوني في مزاولة أعمال التامين التعاوني وإعادة التأمين وكل ما يتعلق بأنشطة التأمين التعاوني.
أعلنت بأنه تم إلغاء إدراج أسهم شركة الأهلية للتأمين التعاوني في السوق المالية السعودية «تداول»، وذلك بنهاية عمل يوم  الاثنين 07 ديسمبر 2020. وجاء الإلغاء بعد أن استحوذت شركة اتحاد الخليج للتأمين التعاوني على الشركة وذلك لاستحواذ «اتحاد الخليج» على كامل الأسهم المصدرة في «الأهلية» من خلال تقديم عرض مبادلة أسهم، وذلك مقابل إصدار 0.646 سهم في شركة اتحاد الخليج مقابل كل سهم واحد 1 في الشركة الأهلية.

## المصير
في 6 ديسمبر 2020، أعلن عن نفاذ قرار دمج «الشركة الأهلية للتأمين التعاوني» في شركة اتحاد الخليج للتأمين التعاوني، وكان الاندماج مقابل قيام شركة اتحاد الخليج بإصدار نحو 7.947 مليون سهم بقيمة اسمية تبلغ 10 ريالات سعودية للسهم الواحد وتسجّل لصالح المساهمين في الشركة الأهلية «الأسهم الجديدة» من خلال زيادة رأسمال شركة اتحاد الخليج المدفوع من 150 مليون ريال إلى 229.47 مليون ريال، وزيادة عدد أسهمها من 15 مليون سهم إلى 22.95 مليون سهم مدفوعة بالكامل.
الاندماج أدى إلى إلغاء إدراج أسهم «الشركة الأهلية للتأمين التعاوني». في 30 ديسمبر،2020، عدل اسم الشركة ليصبح «شركة اتحاد الخليج الأهلية للتأمين التعاوني»، بدلاً من «اتحاد الخليج للتأمين التعاوني».